# 工商日報
《工商日報》（英語：The Kung Sheung Daily News）是香港一份已停刊的報紙，1925年7月8日創刊，1984年12月1日停刊。創辦人洪興錦，督印人容守正，發行所位原於中環結志街六號。除賣本埠之外，亦賣到中國同外埠，訂一年以黃曆幾多日計。《華僑日報》、《工商日報》和《星島日報》是香港早期的三大中文報紙。報社另發行《工商晚報》（The Kung Sheung Evening News），1930年11月5日創刊，1984年12月1日停刊。

## 歷史
1929年，香港著名富商何東爵士斥巨資收購連年虧蝕之《工商日報》:308。1933年2月出版《天光報》，由汪玉亭任總編輯。當時工商日晚報和《天光報》日銷量達15萬份。1941年12月24日，工商日晚報和《天光報》因日軍而停刊。《工商日報》成為何東家族產業，除了在香港日治時期營運困難中輟之外（當時何東逃至澳門避難，其妻麥秀英在港遭日軍餓斃），一直由其家族運營。
1946年2月5日《工商日報》復刊，2月15日《工商晚報》也復刊。後何東病逝，代表中華民國任聯合國安理會軍事參謀委員會首席代表的兒子何世禮回港接任董事長，決定將《工商日報》定位為支持中國國民黨及中華民國政府的報紙（即「自由報紙」，左報稱之為「美蔣報紙」），和當時香港主要報章一樣以民國紀元標示。1964年4月8日，工商日報大廈正式落成開幕啟用，位於灣仔分域街18號:310。
直至1984年，因為《中英聯合聲明》已草簽，中國政府會在1997年取得香港主權。何世禮認為香港主權移交後將不利《工商日報》發展，因而於《中英聯合聲明》草簽後11月30日刊登一則啟事，表示「本報現以虧累過鉅，難於維持，由即日起，將日、晚兩報停版」，並於12月1日正式停刊:312。1984年11月30日為最後一次發行《工商日報》。

## 備註
1. ↑  . 香港報業公會.   [2010-05-03]. （原始内容存档于2009-08-09）.
2. ↑  . 工商日報. 1926-04-28.
3. ↑  . 香港報業公會.   [2010-05-03]. （原始内容存档于2011-07-19）.
4. 1 2 3  鄭宏泰、黃紹倫. . 三聯書店（香港）. 2008  [2017-07-11]. ISBN 9789620428159. （原始内容存档于2017-11-07）.
5. ↑  香港工商日報, 1984-11-30 第1頁